# Jewgienij Chrunow
Jewgienij Wasiliewicz Chrunow  (ros. Евгений Васильевич Хрунов; ur. 10 września 1933 we wsi Prudy w obwodzie tulskim, zm. 19 maja 2000 w Moskwie) – kosmonauta i lotnik radziecki, Lotnik Kosmonauta ZSRR.

## Życiorys
Po ukończeniu w 1952 roku technikum rolniczego otrzymał powołanie do wojska, gdzie został skierowany na kurs dla początkujących pilotów. Później do wyższej wojskowej szkoły lotniczej. W 1956 roku zdobył kwalifikacje „pilota-mechanika”. W latach 1956–1959 służył w armii jako pilot. W 1959 roku pomyślnie przeszedł badania medyczne i rozkazem dowódcy sił powietrznych z dniem 9 marca 1960 roku został zaliczony do pierwszej grupy (WWS 1)  kosmonautów radzieckich.
W 1961 roku po zakończeniu przygotowania ogólnego Chrunow rozpoczął treningi w ramach programu Wostok. W pierwotnej wersji planowano wyniesienie w przestrzeń kosmiczną 15 załogowych statków tego typu. Misją Wostok 12 miał dowodzić Chrunow. Program przewidywał ponad 10-dobowy pobyt kosmonauty na orbicie o wysokości 1000 km. Lot został jednak anulowany (w 1963) z uwagi na wcześniejsze zakończenie programu (jedynie po wykonaniu 6 wypraw załogowych).
W 1963 roku był rezerwowym pilotem w czasie misji W. Bykowskiego na pokładzie Wostoka 5.
W 1964 roku rozpoczął przygotowania do lotu w ramach programu Woschod, podczas którego planowano pierwsze w historii wyjście człowieka w otwartą przestrzeń kosmiczną. Był dowódcą załogi dublerów i trenował początkowo z Wiktorem Gorbatką, a później z Dimitrijem Zaikinem.
W 1965 roku podczas lotu Woschoda 2 Jewgienij Chrunow był dublerem Aleksieja Leonowa, który jako pierwszy opuścił statek na orbicie. Program Woschod przewidywał jeszcze dalsze loty. Na 1967 rok planowano wystrzelenie Woschoda 6, którego dowódcą miał być właśnie Chrunow. Do realizacji lotu jednak również nie doszło; plany programu były wielokrotnie zmieniane i ostatecznie nie doszło do ich urzeczywistnienia.
W połowie lat 60. kosmonauta brał udział w przygotowaniach do załogowego lotu na Księżyc. Równolegle trenował do lotów na nowym typie statku kosmicznego – Sojuz.
W 1967 roku był w podstawowej załodze Sojuza 2, który miał połączyć się na orbicie z wystrzelonym wcześniej statkiem kosmicznym Sojuz 1 pilotowanym przez Władimira Komarowa. Razem z nim w kosmos polecieć mieli: Walerij Bykowski oraz Aleksiej Jelisiejew. Chrunow i Jelisiejew mieli przejść w kosmosie do Sojuza 1 i wrócić w tym statku na Ziemię razem z Komarowem. 23 kwietnia 1967 roku Sojuz 1 znalazł się na orbicie. Dzień później 24 kwietnia miał nastąpić start Sojuza 2. Niestety, wkrótce po wejściu na orbitę Sojuza 1 okazało się, że liczne awarie nie pozwolą na wykonanie pełnego programu lotu i start Sojuza 2 został odwołany. 24 kwietnia podczas lądowania statku Sojuz 1 zginął pilotujący go Władimir Komarow. Po tej tragedii zmieniono konstrukcję statku Sojuz, a w lotach załogowych ówczesnego ZSRR nastąpiła blisko dwuletnia przerwa.
W 1968 roku, bez przerywania pracy w Centrum Wyszkolenia Kosmonautów, Chrunow ukończył Wojskową Akademię Techniczną im. N.E. Żukowskiego.

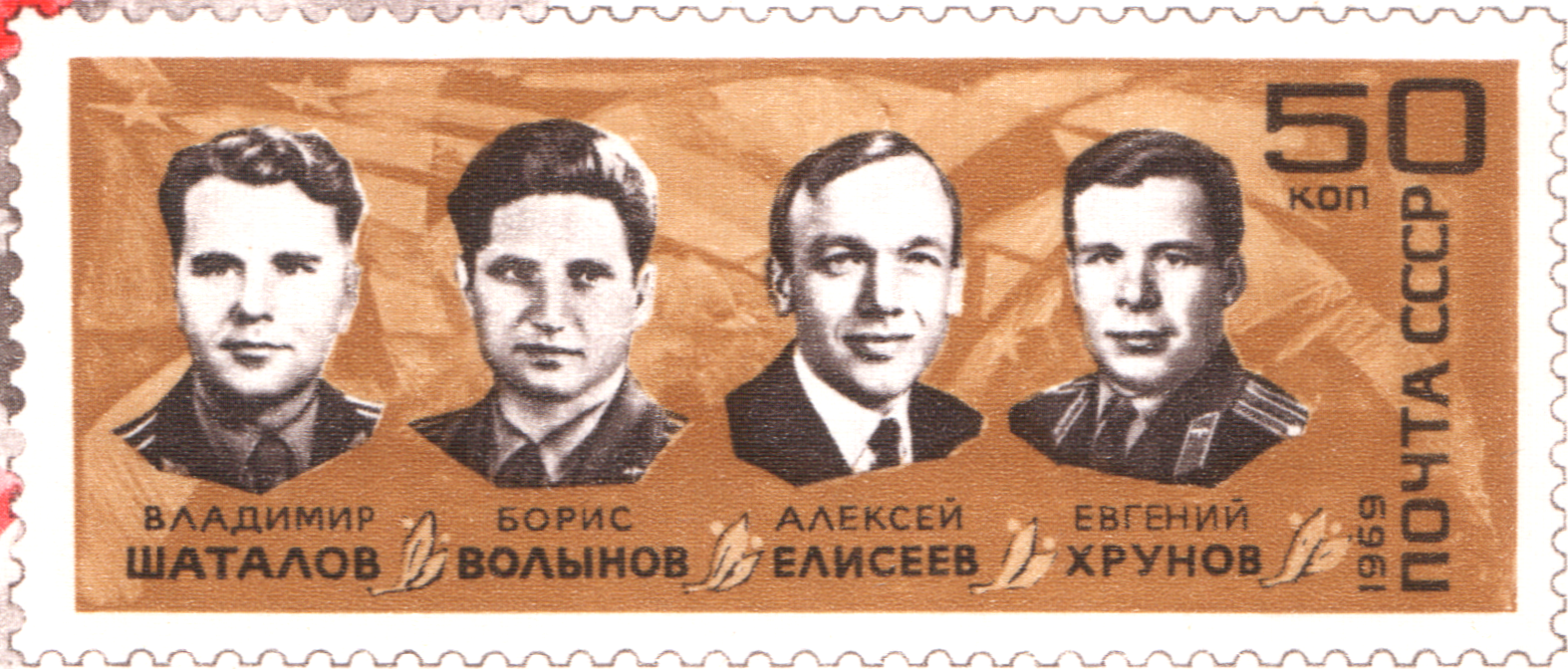
Radziecki znaczek przedstawiający załogi statków Sojuz 4 i Sojuz 5. Od lewej: Szatałow, Wołynow, Jelisiejew i Chrunow.

Swój pierwszy i jak się okazało jedyny lot odbył w 1969 roku. 15 stycznia 1969 roku razem z Borysem Wołynowem oraz Aleksiejem Jelisiejewem, na pokładzie statku Sojuz 5 znalazł się w przestrzeni kosmicznej. Program lotu był praktycznie powtórzeniem nieudanej operacji z 1967 roku. Tym razem Sojuz 5 miał połączyć się na orbicie z wystrzelonym dzień wcześniej statkiem Sojuz 4 pilotowanym przez Władimira Szatałowa. Chrunow i Jelisiejew poprzez otwartą przestrzeń kosmiczną mieli przejść na pokład Sojuza 4 i wrócić nim na Ziemię. Tym razem pomyślnie zakończono operację cumowania obu statków. Obaj kosmonauci po założeniu skafandrów wyszli w otwarty kosmos i po 37 minutach znaleźli się w statku Sojuz 4. Powrót Chrunowa na Ziemię nastąpił 17 stycznia 1969 roku, po locie trwającym 1 dzień 23 godziny 45 minut i 50 sekund.
W lipcu 1969 roku J. Chrunow został dowódcą dublerów załogi podstawowej Sojuza 7, zastępując chorego Anatolija Kuklina. Razem z nim w skład załogi wchodzili Gieorgij Grieczko i Piotr Kołodin. Krótko po rozpoczęciu treningów Chrunow miał wypadek samochodowy i wykluczono go z dalszych przygotowań.
W latach 70. przygotowywał się do lotów w ramach różnych programów. Był jednym z kosmonautów, którzy trenowali do lotów na wojskową załogową stację kosmiczną Ałmaz.
We wrześniu 1980 roku był dublerem Jurija Romanienki – dowódcy Sojuza 38. Był to lot radziecko-kubański w ramach programu Interkosmos. Partnerem Chrunowa był José A. Lopez Falcon.
Po zakończonym locie przystąpił do treningu razem z Dumitru Prunariu jako dowódca podstawowej załogi do kolejnej misji w ramach tego programu, tym razem radziecko-rumuńskiej. Niestety, z powodów natury dyscyplinarnej w grudniu 1980 roku odsunięto go od dalszych przygotowań i w konsekwencji wykluczono z oddziału kosmonautów.
Na początku lat 80. pracował w jednym z instytutów naukowo-badawczych ministerstwa obrony. Później pełnił różne funkcje w administracji rządowej. Przeniesiony do rezerwy w stopniu pułkownika w 1989 roku.
Autor lub współautor książek dotyczących astronautyki: „Покорение невесомости”, „Путь к Марсу”, „На орбите вне корабля”.
Zmarł na zawał serca w Moskwie 19 maja 2000 roku

## Nagrody i odznaczenia
W 1969 roku otrzymał za lot w kosmos tytuł Bohatera Związku Radzieckiego. Ponadto odznaczony orderami i medalami byłego ZSRR. Uhonorowany przez Akademię Nauk ZSRR złotym medalem im. K. Ciołkowskiego. FAI przyznała mu dyplom im. W. Komarowa i medal De la Vaulx.
Stowarzyszenie Uczestników Lotów Kosmicznych (Association of Space Explorers) przyznało mu pośmiertnie Universal Astronaut Insignia za lot orbitalny (nr 37).